# 新阿斯卡尼亚

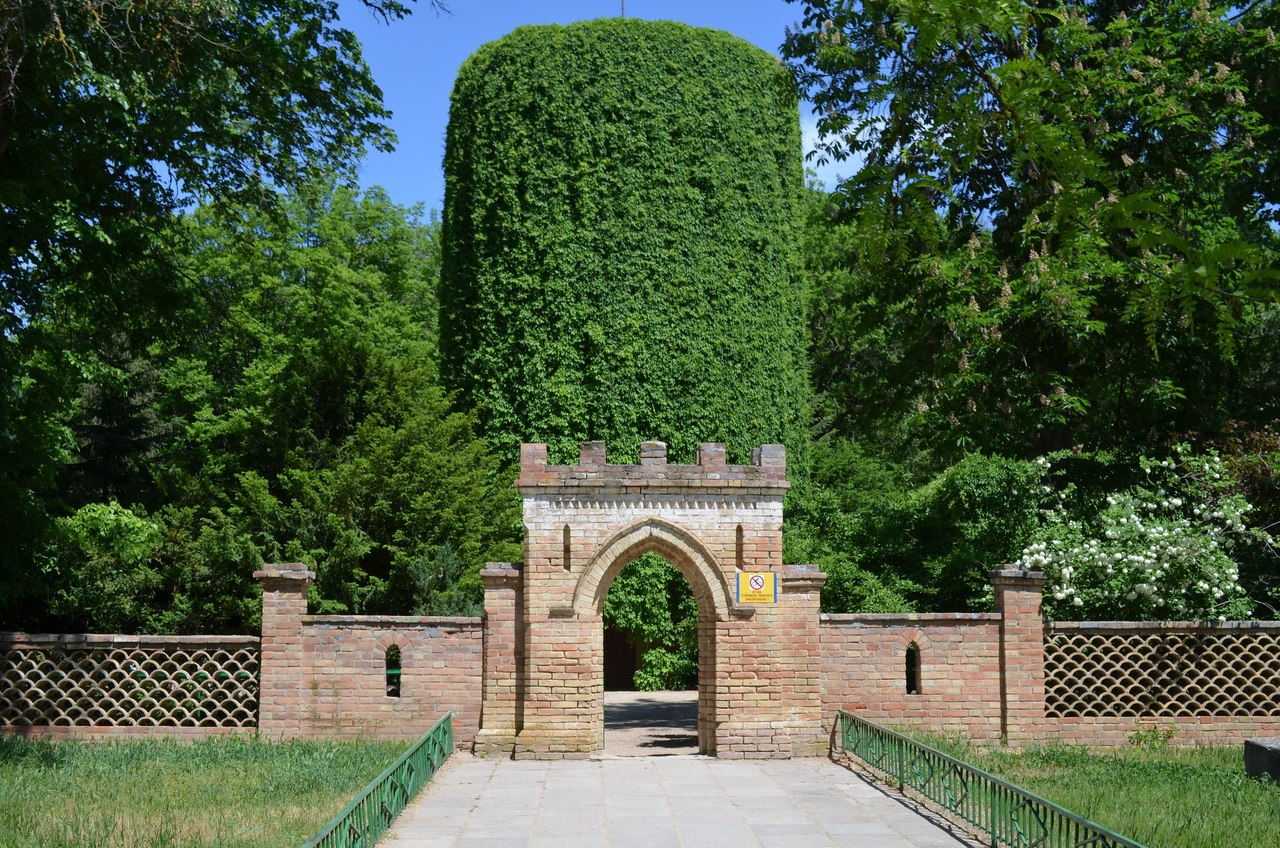
公园

新阿斯卡尼亚（羅馬化：Askaniia-Nova）是烏克蘭南部赫爾松州卡霍夫卡區新阿斯卡尼亚市镇内的市級鎮及其行政中心。距離卡蘭恰克72公里和恰普林卡31公里，面積10平方公里，2014年人口2,918，人口密度每平方公里292人。